# Сироп агавы
Сироп агавы (иногда также нектар агавы) — подсластитель, производимый из нескольких видов растения агава, включая агаву текильную (голубую агаву; Agave tequiliana), агаву американскую (Agave americana) и агаву пульковую (en:Agave salmiana). Сироп голубой агавы содержит 56% фруктозы, обеспечивающей подслащивающие свойства, тогда как в сиропе из агавы сальмианы преобладающим подсластителем является сахароза.

## Производство
Для получения сиропа агавы из растений Agave americana и A. tequilana листья срезают с растения после того, как оно росло в течение от семи до четырнадцати лет. Затем сок извлекается из сердцевины агавы, называемой пинья. Сок фильтруют, затем нагревают, чтобы расщепить сложные компоненты (полисахариды) на простые сахара. Основной полисахарид называется фруктаном, полимером молекул фруктозы. Этот фильтрованный сок затем концентрируется в сиропообразную жидкость, несколько менее густую, чем мед. Его цвет варьируется от светло- до темно-янтарного, в зависимости от степени обработки.
Agave salmiana обрабатывается иначе. По мере развития растения, у него начинает расти стебель, называемый квиотом. Стебель срезают до того, как он полностью вырастет, создавая отверстие в центре растения, которое заполняется жидкостью, называемой агуамиэль. Жидкость собирается ежедневно. Затем жидкость нагревают, расщепляя ее сложные компоненты на фруктозу, глюкозу и сахарозу и предотвращая ее брожение в пульку.

## Композиция

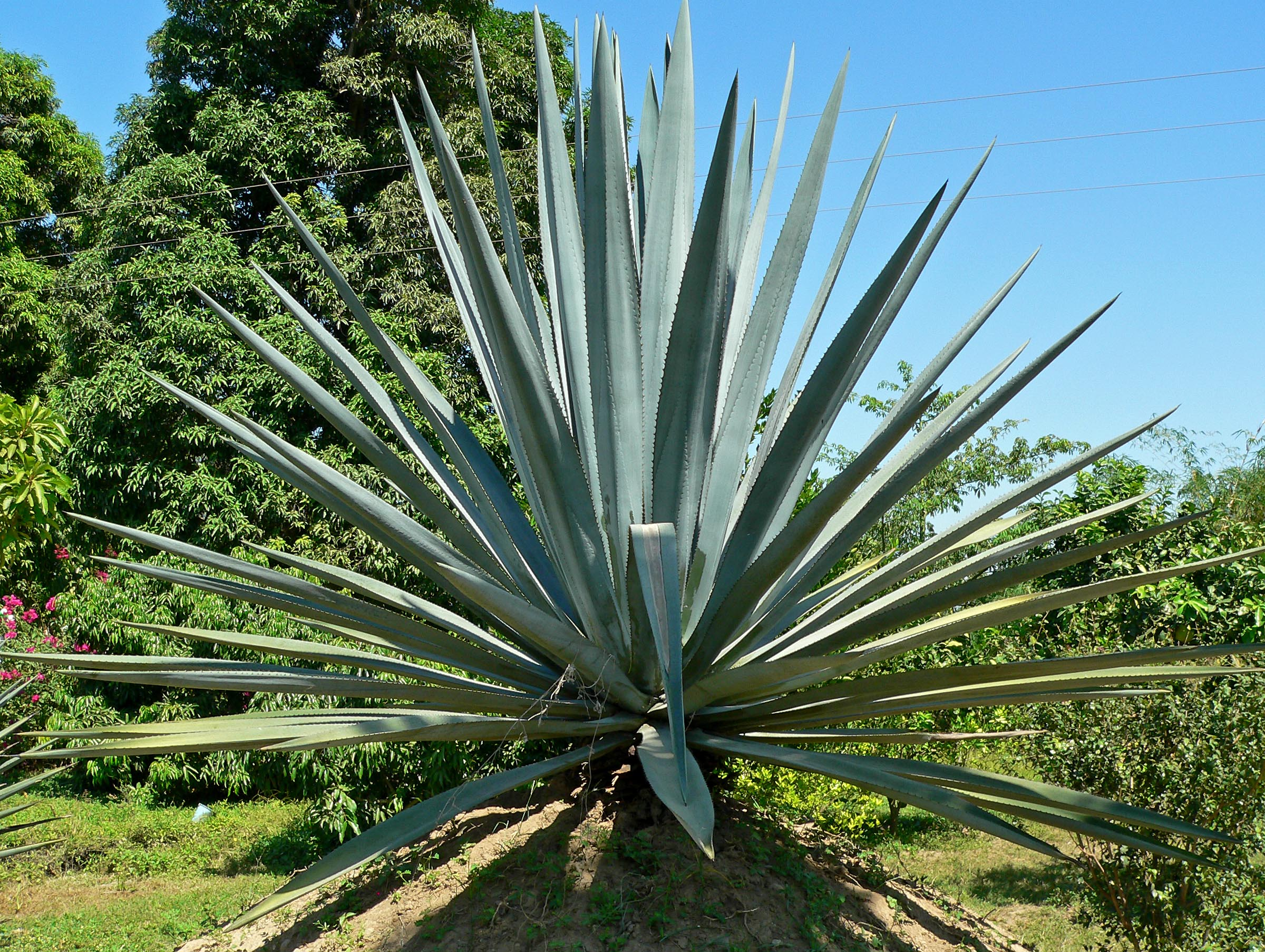
Голубая агава — сырьё для приготовления сиропа.

Углеводный состав сиропа агавы зависит от вида агавы, из которого он был приготовлен. В A. tequilana (голубая агава) сироп содержит от 56 % до 60 % фруктозы, 20 % глюкозы и следовые количества сахарозы, тогда как в A. salmiana сахароза является основным сахаром. Молекулы фруктозы в сиропе A. tequilana связываются вместе, образуя фруктаны и фруктоолигосахариды, которые обладают подслащивающим действием.
В 100 граммах (мл) сиропа голубой агавы содержится 310 калорий (78 калорий на столовую ложку). Сироп агавы является умеренным источником витамина С и нескольких витаминов группы В. Содержащий фруктозу в качестве основного подсластителя, сироп голубой агавы близок по содержанию фруктозы к высокофруктозному кукурузному сиропу (55 % фруктозы), наиболее распространенному подсластителю, используемому в напитках американского производства.

## Разновидности
Сиропы агавы бывают светлых, янтарных и тёмных сортов. Светлый сироп агавы имеет мягкий и почти нейтральный вкус. Янтарный сироп агавы имеет карамельный вкус средней интенсивности. Темный (нефильтрованный) сироп агавы имеет еще более сильные карамельные нотки и придает блюдам особый вкус.

## Кулинарное применение
Сироп голубой агавы в 1,4—1,6 раза слаще сахара и может быть заменителем сахара в кулинарных рецептах. Также сироп агавы можно использовать просто как поливку для блинов, вафель и бутербродов. Поскольку сироп агавы имеет растительное происхождение, он широко используется в качестве альтернативы меду для тех, кто придерживается веганского образа жизни.

## Безопасность
Сироп агавы (нектар) не включен в перечень пищевых продуктов, общепризнанных как безопасные (GRAS) Управлением по контролю за продуктами питания и лекарствами США. Сироп агавы не рекомендуется людям с непереносимостью фруктозы.